# واوکس اندیگنی
واوکس اندیگنی (به فرانسوی: Vaux-Andigny) یک کمون در فرانسه است که در پیکاردی واقع شده‌است.

## خصوصیات
واوکس اندیگنی ۱۵٫۷۵ کیلومترمربع مساحت و ۹۵۶ نفر جمعیت دارد و ۱۲۹ متر بالاتر از سطح دریا واقع شده‌است.